# كاندي (شركة)

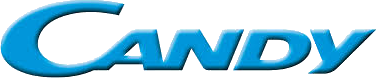
logo

كاندي هي شركة مقرها في بروغيريو الإيطالية بالقرب من ميلانو وتصنع الأجهزة المنزلية. الشركة مملوكة للقطاع الخاص (أسرة فوماغالي) وتمتلك مجموعة من الشركات وهي من بين المتصدرين في صناعة الأجهزة المنزلية مثل الغسالات وغسالات الصحون والبرادات والثلاجات وأجهزة الطبخ والأفران سواء مضمنة أو قائمة بذاتها. بلغ عدد العاملين فيها نحو 7000 عامل في نهاية سنة 2008، منهم حوالي 80 % من خارج إيطاليا.

## تاريخ
في عام 1945، قامت ورشة إيدن فوماغالي الميكانيكية في مونزا مصنعي أدوات الآلات الدقيقة، بتصميم «موديل 50» أول غسالة إيطالية بالكامل والتي تم إطلاقها رسميًا في معرض ميلانو التجاري في عام 1946 وفي نفس العام تم تأسيس شركة كاندي.
بدأ المشروع في مجال الأجهزة المنزلية عندما أرسل إنزو أحد الإخوة الثلاثة في فوماغالي بالبريد من الولايات المتحدة حيث كان أسير حرب رسومات تقريبية لغسالة ملابس. قام شقيقه نيسو الذي بدأ تشغيل الأجهزة مع والدهما إيدن، بتصميم التحول إلى تطوير وإنتاج الغسالات. بيبينو الأخ الأصغر وضع الهيكل الإداري والتنظيمي للشركة.
في عام 1950، انتقل كاندي إلى مصنع جديد في مونزا وأطلق "Bi-Matic"، أول غسالة إيطالية نصف أوتوماتيكية. لقد كان نجاحًا كبيرًا فتح الأسواق الدولية؛ وهكذا أصبحت Candy أول شركة أجهزة إيطالية تذهب إلى الخارج. في الستينيات، تم إطلاق الغسالة «الأوتوماتيكية»: أول غسالة أوتوماتيكية بالكامل تم تصميمها وصنعها في إيطاليا. تحتوي على مخمدات وثرموستات وسرعة دوران 550 دورة في الدقيقة و 10 برامج. في عام 1961، انتقل كاندي إلى بروغيريو في منتصف الطريق بين مونزا وميلانو حيث تم الانتهاء من المقر الرئيسي الجديد للشركة والموقع الصناعي الكبير، بما في ذلك البحث والتطوير مختبرات.
في عام 1966، تم إطلاق «ستيبوماتيك»: غسالة أطباق أوتوماتيكية ذات جزأين في نفس الوقت تم إطلاق الغسالة «سوبر أوتوتيك». في تلك السنوات أصبح التصميم أحد الأصول الإستراتيجية في تطوير المنتجات: تم تصميم الأجهزة بواسطة أسماء رئيسية مثل بييرو جيرانزاني وكولومبو وماركو زانوسو وماريو وجيورجيتو جيوجيارو. منحت جامعة جنوة، في عام 1968 نيسو فوماغالي درجة فخرية في الهندسة تقديراً لابتكاراته المحورية في الغسالة والعديد من براءات الاختراع التي حصل عليها.
في العام السابق توفي إنزو فوماغالي لكن كاندي استمر في النمو تحت إشراف إخوته بيبينو ونيسو. توفي الأخير في عام 1990.
حصل بيبينو فوماغاليلي على وسام Cavaliere del Lavoro (فارس العمل) من قبل رئيس الجمهورية الإيطالية جيوفاني ليون في عام 1973 تم تعيينه في منصب CBE (قائد وسام الإمبراطورية البريطانية) في عام 1998. وفي نهاية عام 2013 تم تنظيم هيكل المجموعة في ثلاثة قطاعات أعمال: أجهزة الغسيل وأدوات المطبخ والأجهزة المنزلية الصغيرة، مع المسؤولية الكاملة عن خطوط الإنتاج ذات الصلة. تم تقسيم المنظمة التجارية إلى ثلاث مناطق جغرافية: أوروبا وروسيا وبقية العالم مع مرافق إستراتيجية في الصين وتركيا. مع الانتهاء من برنامج الاستحواذ، تم تعزيز الوجود الدولي للمجموعة، بينما تتمركز قدرات البحث والتطوير والابتكار في المقر الرئيسي في بروجيو (MB)، إيطاليا.
في 9 مارس 2015، توفي بيبينو فوماغاليلي. ثم أصبح ابنه بيبي الرئيس التنفيذي للشركة.

## الوقت الحاضر
اليوم أصبحت أجهزة كاندي معروفة أكثر من خلال تسويقها المستمر للعلامات التجارية هوفر وكيلفينتور. الغسالات التي تحمل علامة هوفر هي تصميمات حلوى إلى حد كبير وهي مصنوعة من مكونات كاندي. وكذلك في أوروبا، تدير كاندي منشآت تصنيع في إيران. دخلت كاندي مؤخرًا سوق المنازل الذكية بإصدار كاندي بيانكا وهو تطبيق وجهاز يتم التحكم فيه بالصوت.
في 28 سبتمبر 2018، أُعلن أن شركة هاير الصينية متعددة الجنسيات قد استحوذت على مجموعة هوفر كاندي.